# Pteroloma altaicum
Pteroloma altaicum  (лат.) — вид жуков-агиртидов из подсемейства Pterolomatinae. Распространён в Алтая — в Казахстане и России, а также найден в Кузнецком Алатау и Восточных Саянах.
Для представителей данного вида характерны следующие признаки:
- боковые края переднеспинки в передней половине её длины закруглены слабее;
- две следующие за швом бороздки ясно разделены в основной части надкрылий.